# De drabbade
De drabbade är en svensk TV-serie på 12 avsnitt från 2003. Serien är skriven av bland andra Hans Rosenfeldt och regisserad av Måns Mårlind, Björn Stein och Dean Tomkins. Den sändes i SVT mellan 28 september och 14 december 2003 och är en rysarhistoria med inslag av fantasy och science fiction. Manusets bas är inspirerat av den danska serien De utvalda från 2001.
Under marknadsföringen inför premiären av serien skapades det falska hemsidor med fakta om Adelyn Saville, en karaktär i serien, och dennes profetior.

## Handling
En mystisk kraft sveper in över Skandinavien. Två kvinnogestalter dyker upp ur intet och ett fåtal personer drabbas av övernaturliga förmågor. Förmågorna gör att deras tidigare svagheter och tillkortakommanden nu blir deras styrka. De kan användas till ont och gott. Så småningom använder de sin nyfunna övernaturliga förmåga antingen på ett "gott" sätt eller på ett "ont" sätt. Strax efter de gjort sitt val uppenbarar sig en av de två mystiska kvinnogestalterna, och får med sig personen. På så vis växer två arméer fram, den mörka sidan och den ljusa sidan. Samtidigt drabbas en finsk kvinna av ett oförklarligt behov av att mörda alla personer, som fått övernaturliga krafter så fort de gjort sina val (oavsett vilken sida de valt), utan att själv kunna förstå varför. 
Serien följer en journalist vars bror drabbats och som kort senare begick självmord, då den ljusa sidans ledare kom för att hämta honom. Hans förmåga var att kunna se framtiden och den var så fruktansvärd att han valde att ta livet av både sig själv och sin familj. Till att börja med anklagar journalisten broderns arbetsgivare för att orsakat broderns depression, men plötsligt kontaktas han av en man som tycks veta allt om de fasansfulla krafter som satts i rörelse. Svaren skall finnas i några urgamla böcker, som förvaras på en liten ö på Skottlands västkust. Dessvärre har böckernas förvaltare blivit bestulna på böckerna, vilka har hamnat i en gangsters händer. I samband med detta blir den ende som verkligen vet vad allt handlar om skjuten – och journalisten är nu ensam om att veta att världen som vi känner den idag snart skall förändras till något hemskt.

## I rollerna
- Eric Ericson – Joakim Modin
- Lotta Karlge – Anna-Lena Ångerman
- Lia Boysen – Ljus ledare och Mörk ledare
- Eva Röse – Jasmine Thornwall
- Paprika Steen – Charlotte Wangler
- Omid Khansari – Ismael
- Magnus Krepper – Åke
- Sven-Åke Gustavsson – Arne
- Thérèse Brunnander – Kicki, redaktör
- Kjell Bergqvist – Göran Stein
- Ingemar Carlehed – Jonny
- Marit Andreassen – Marika
- Hallvard Holmen – Tommie
- Dag Malmberg – Tobiasson
- Ralph Carlsson – Leif
- Niklas Hjulström – Henrik, brodern
- Örjan Landström – Anders
- Harald Lönnbro – Allan
- Evert Lindkvist – Torvald
- Jan Mybrand – Jonas
- Sten Ljunggren – Walter
- Gustaf Hammarsten – Sandvall
- Amy Deasismont – Lisa
- Pär Berglund – Polisman
- Vilma Rogsten-Zammel – Ella